# An-čching
An-čching (čínsky pchin-jinem Ānqìng, znaky 安庆) je městská prefektura v Čínské lidové republice. Leží v jihozápadní části provincie An-chuej ve východní Číně. Celá prefektura má přes čtyři miliony obyvatel a rozlohu třináct a půl tisíce čtverečních kilometrů.

## Poloha
An-čching sousedí na severu s Lu-anem, na severovýchodě s Čchao-chuem, na východě s Tchung-lingem, na jihovýchodě s Čch'-čouem, na jihu s Ťiou-ťiangem v provincii Ťiang-si a na západě s Chuang-kangem v provincii Chu-pej.

## Administrativní členění
Městská prefektura An-čching se člení na deset celků okresní úrovně, a sice tři městské obvody, dva městské okresy a pět okresů.
| Jing-ťiang Ta-kuan I-siou městský okres · Tchung-čcheng městský okres · Čchien-šan okres · Chuaj-ning okres · Tchaj-chu okres · Su-sung okres · Wang-ťiang okres · Jüe-si |        |                       |                    |                                  |
| Název | Název  | Počet obyvatel (2020) | Rozloha km² (2020) | Hustota zalidnění (obyv. na km²) |
| český přepis | znaky  | Počet obyvatel (2020) | Rozloha km² (2020) | Hustota zalidnění (obyv. na km²) |
| Městské obvody |        |                       |                    |                                  |
| Jing-ťiang | 迎江区 | 278 700               | 207                | 1 347                            |
| Ta-kuan | 大观区 | 214 112               | 274                | 780                              |
| I-siou | 宜秀区 | 311 700               | 418                | 745                              |
| Městské okresy |        |                       |                    |                                  |
| Tchung-čcheng | 桐城市 | 593 629               | 1 536              | 386                              |
| Čchien-šan | 潜山市 | 441 224               | 1 688              | 262                              |
| Okresy |        |                       |                    |                                  |
| Chuaj-ning | 怀宁县 | 496 683               | 1 256              | 395                              |
| Tchaj-chu | 太湖县 | 430 465               | 2 040              | 211                              |
| Su-sung | 宿松县 | 612 586               | 2 377              | 258                              |
| Wang-ťiang | 望江县 | 462 367               | 1 321              | 350                              |
| Jüe-si | 岳西县 | 323 837               | 2 369              | 137                              |
| |        |                       |                    |                                  |
| Celkem | Celkem | 4 165 284             | 13 486             | 309                              |